# Placerias
Placerias – nazwa rodzajowa roślinożernego terapsyda z grupy dicynodontów, żyjącego w późnym triasie (około 222–215 milionów lat temu) na obszarze obecnej Ameryki Północnej. Najwięcej szczątków (należących do 40 osobników) odkryto na terenie arizońskiego parku narodowego Petrified Forest („skamieniały las”).
Były to zwierzęta czworonożne. Długość ciała placeriasów dochodziła do 3,5 metra, przy masie około 1 tony. Zwierzęta posiadały krępy korpus z krótką szyją i kończynami. Tak jak inne dicynodonty, placerias posiadał bezzębny dziób, wyposażony jedynie w parę ciosopodobnych zębów. Badania przeprowadzone na kłach placeriasów wykazały obecność na ich powierzchni zadrapań oraz wygładzeń. Uważa się, że placeriasy żywiły się takimi nisko rosnącymi roślinami, jak paprocie i korzenie, które zwierzęta wygrzebywały z ziemi. Część naukowców jest zdania, że wspomniany wyżej schemat śladów na zębach świadczy o tym, że placeriasy żyły w strefie, która podlegała zmianom klimatycznym wraz z nastawaniem kolejnych pór roku. Zadrapania wskazują na rycie w suchej ziemi, a wygładzenia – w ziemi wilgotnej.

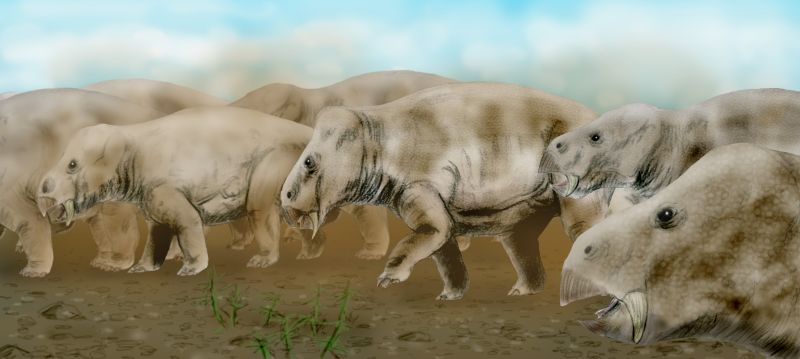
Stado placeriasów

Było to zwierzę stadne. Prawdopodobnie taki tryb życia chronił placeriasy przed drapieżnikami pokroju postozucha, którego szczątki odkryto również na terenie parku Petrified Forrest.
| ← mln lat temuPlacerias |          |            |          |          |           |         |          |         |          |           |      |    |
| Prekambr←4,6 mld        | Kambr541 | Ordowik485 | Sylur443 | Dewon419 | Karbon359 | Perm299 | Trias252 | Jura201 | Kreda145 | Paleog.66 | Ng23 | Q2 |